# Торрилья, Грэм
Грэм Торрилья (англ. Graeme Torrilla; 3 сентября 1997, Гибралтар) — гибралтарский футболист, защитник клуба «Линкольн Ред Импс» и сборной Гибралтара.

## Биография

### Клубная карьера
Дебютировал на взрослом уровне в сезоне 2016/17 в составе «Лайонс Гибралтар». В свой дебютный сезон сыграл за клуб 26 матчей в чемпионате Гибралтара. Летом 2017 года перешёл в «Монс Кальп», где провёл два сезона и в 2018 году стал финалистом Кубка Гибралтара. В сезоне 2019/20 не выступал. В 2020 подписал контракт с «Линкольн Ред Импс». Дебютировал за новый клуб 27 августа в матче первого отборочного раунда Лиги Европы с люксембуржским «Унион Титус Петанж».

### Карьера в сборной
Был капитаном молодёжной сборной Гибралтара в квалификации молодёжного чемпионата Европы 2019. В рамках турнира провёл все 10 матчей и отметился голом в ворота сборной Македонии. В том матче Гибралтар одержал победу с минимальным счётом и набрал единственные три очка.
За основную сборную Гибралтара дебютировал 5 сентября 2020 года в матче Лиги наций УЕФА против сборной Сан-Марино. В своём дебютном матче Торрилья отметился забитым голом на 42-й минуте и принёс своей команде победу со счётом 1:0.

## Личная жизнь
Его старший брат — Дин (р. 1994), также футболист. Вызывался в сборную Гибралтара, но в официальных матчах не играл.